# 普兰格利岛
普兰格利岛是芬兰湾中的一个岛屿，属于爱沙尼亚哈爾尤縣维姆西市镇。有渡船来往Kelnase港和大陆的Leppneeme。岛上东部植被多为枞树。
普兰格利岛最早出现在书面记录中是1387年，当时称为 Rango。岛上第一批居民来自瑞典。17世纪爱沙尼亚文化开始传播入岛。1923年岛上建设了灯塔。
1941年，爱沙尼亚船只Eestirand号因为德军的空袭在普兰格利岛附近海岸失事。Eestirand号所属的船队此时正载有从塔林撤退到列宁格勒的苏联军队。船上的爱沙尼亚籍船员命令苏军人员缴械，控制了普兰格利岛，并在岛上升起爱沙尼亚共和国旗帜。大约2,700人因此免受派遣至列宁格勒。战后，岛上建起一座纪念碑，以纪念在这场事件中死去的人。

## 画廊

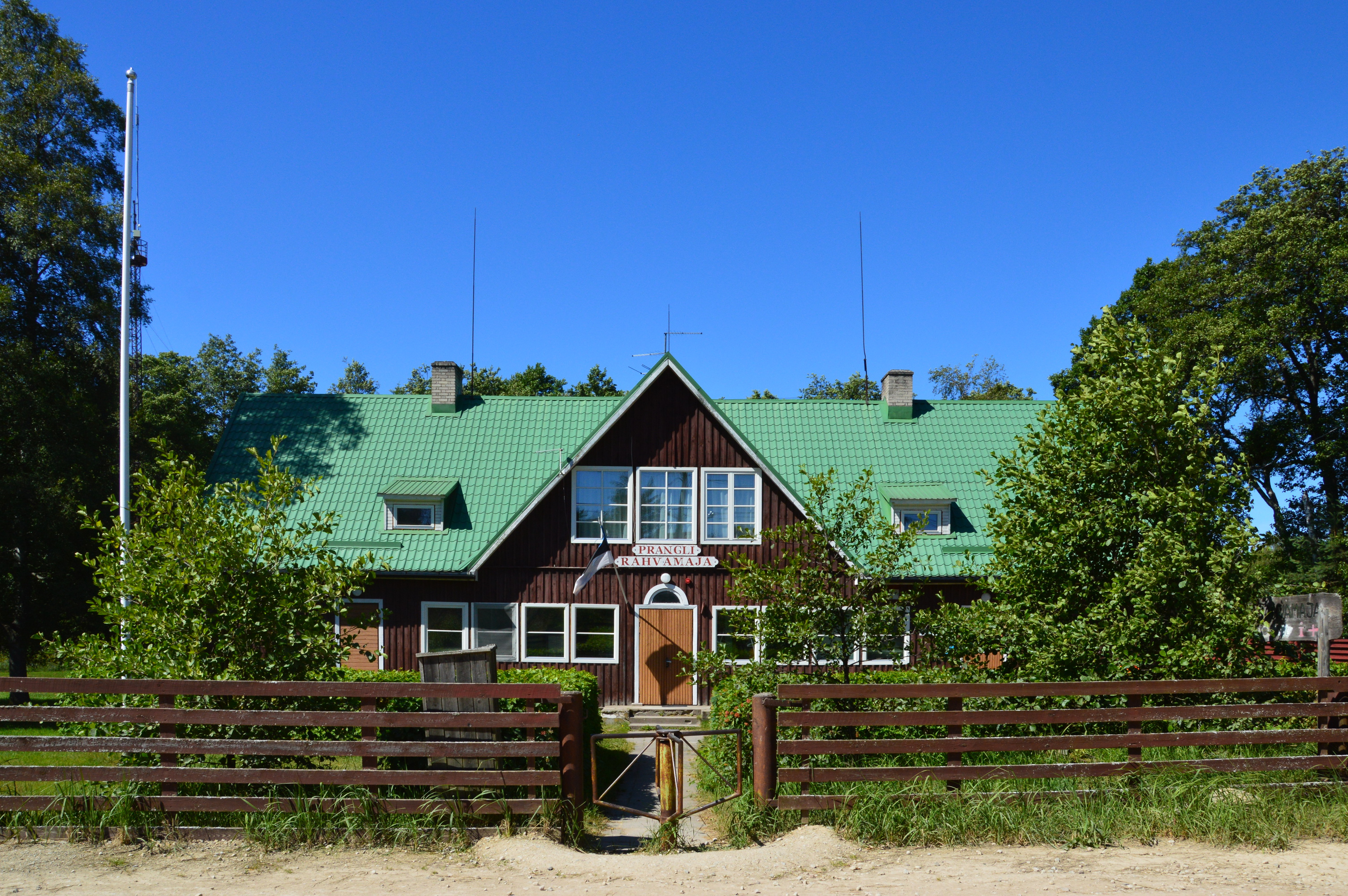
文化室
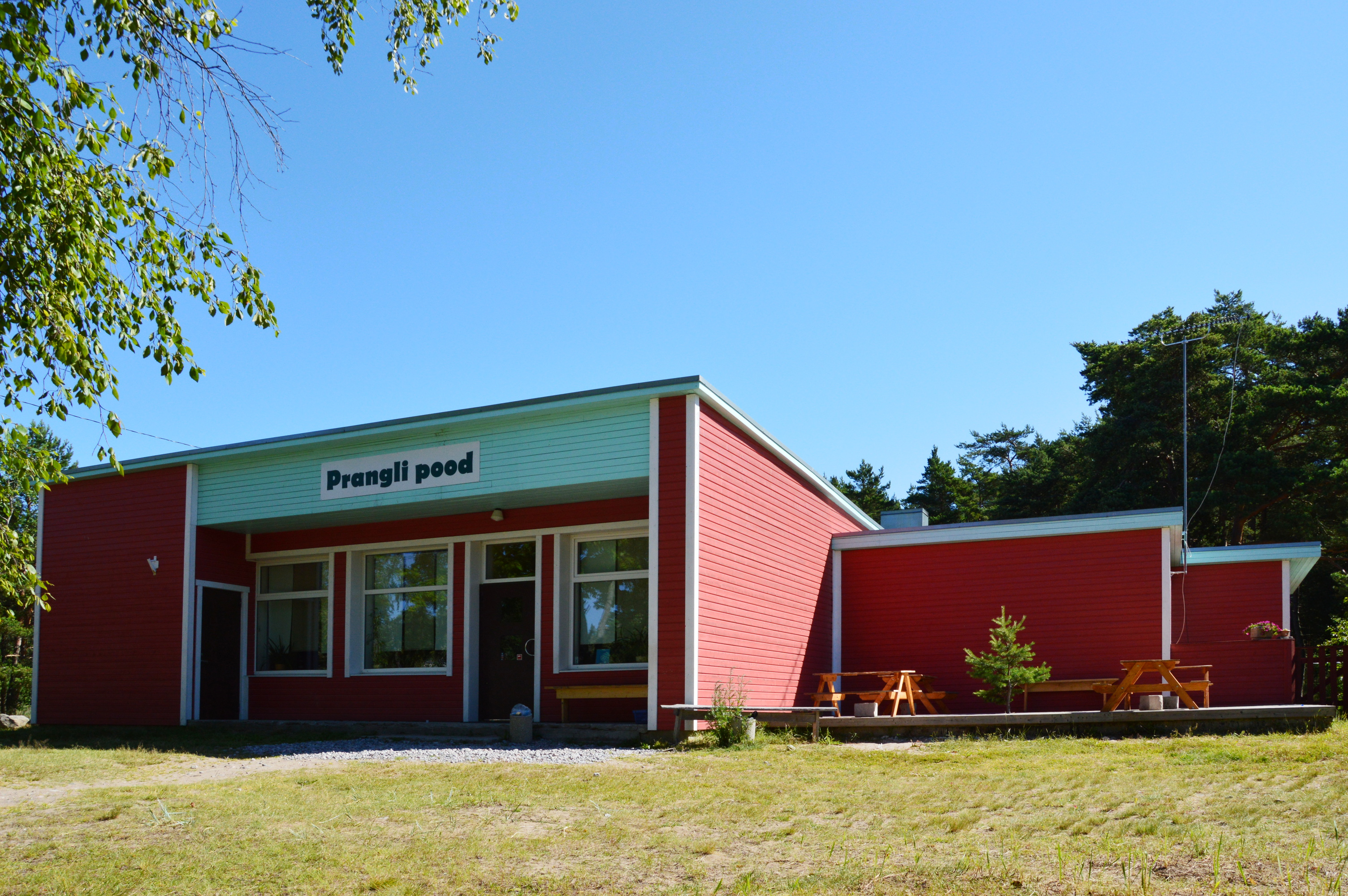
商店
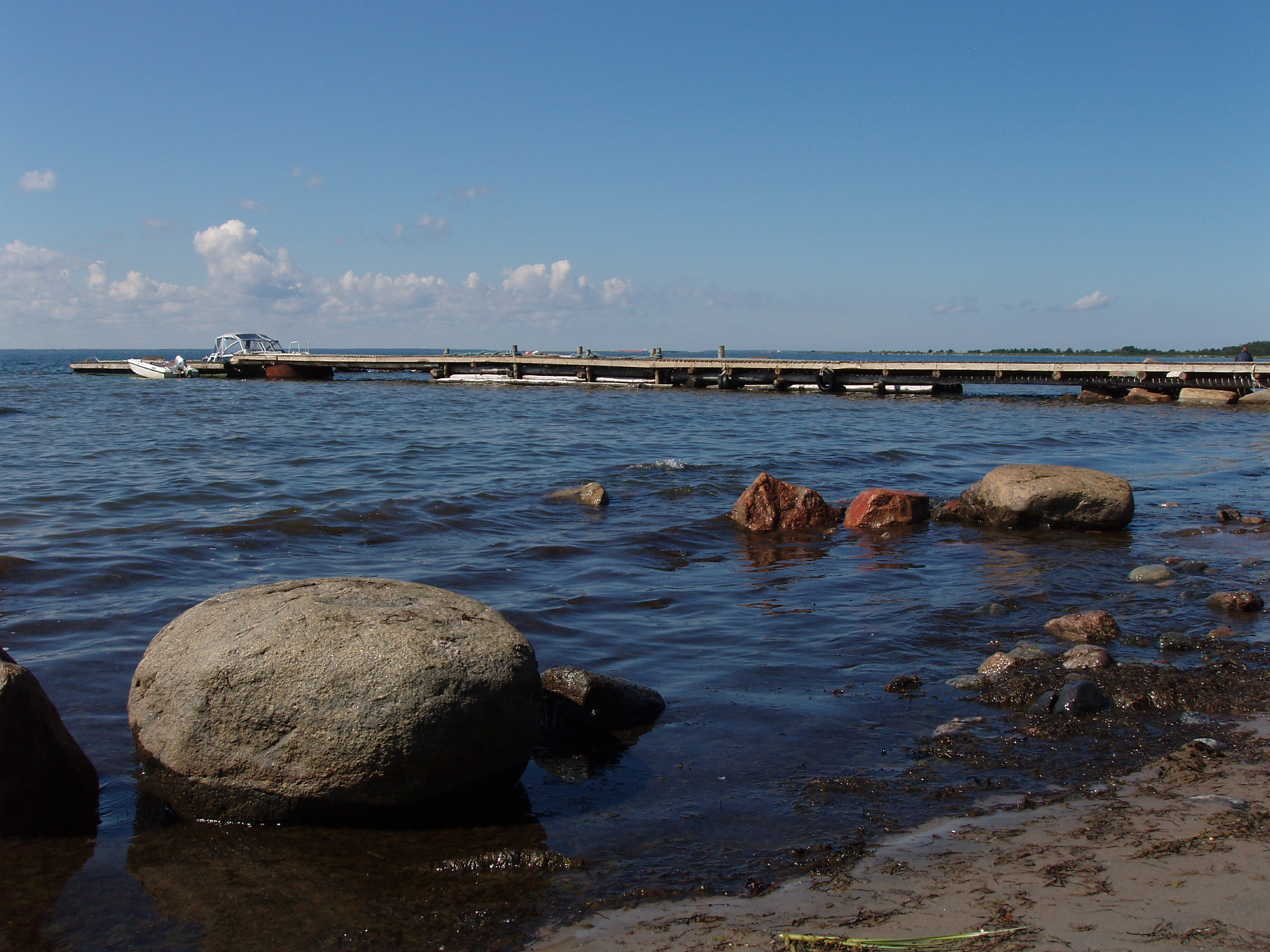
Mälgi港
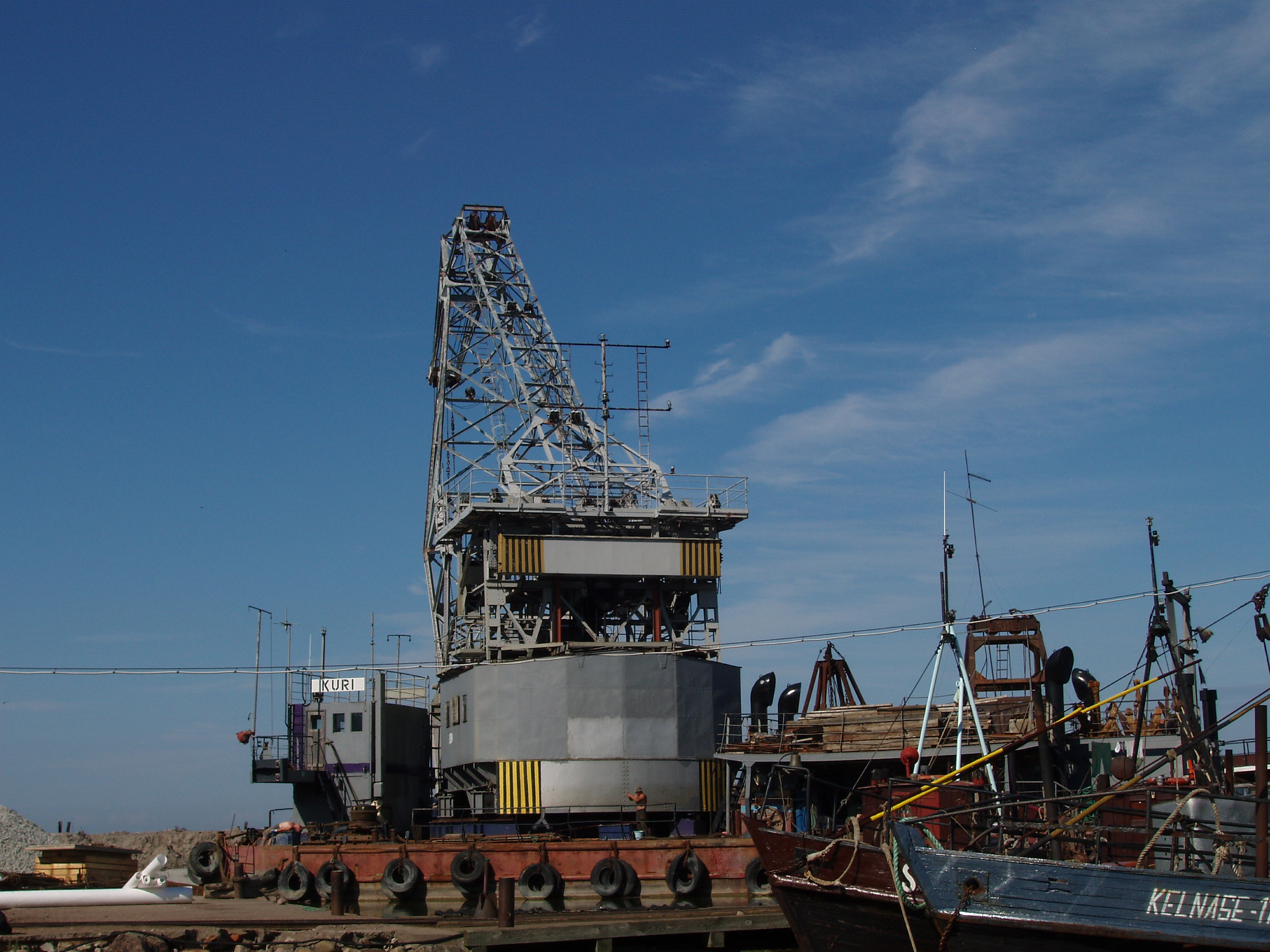
Kelnase（英语：Kelnase）港
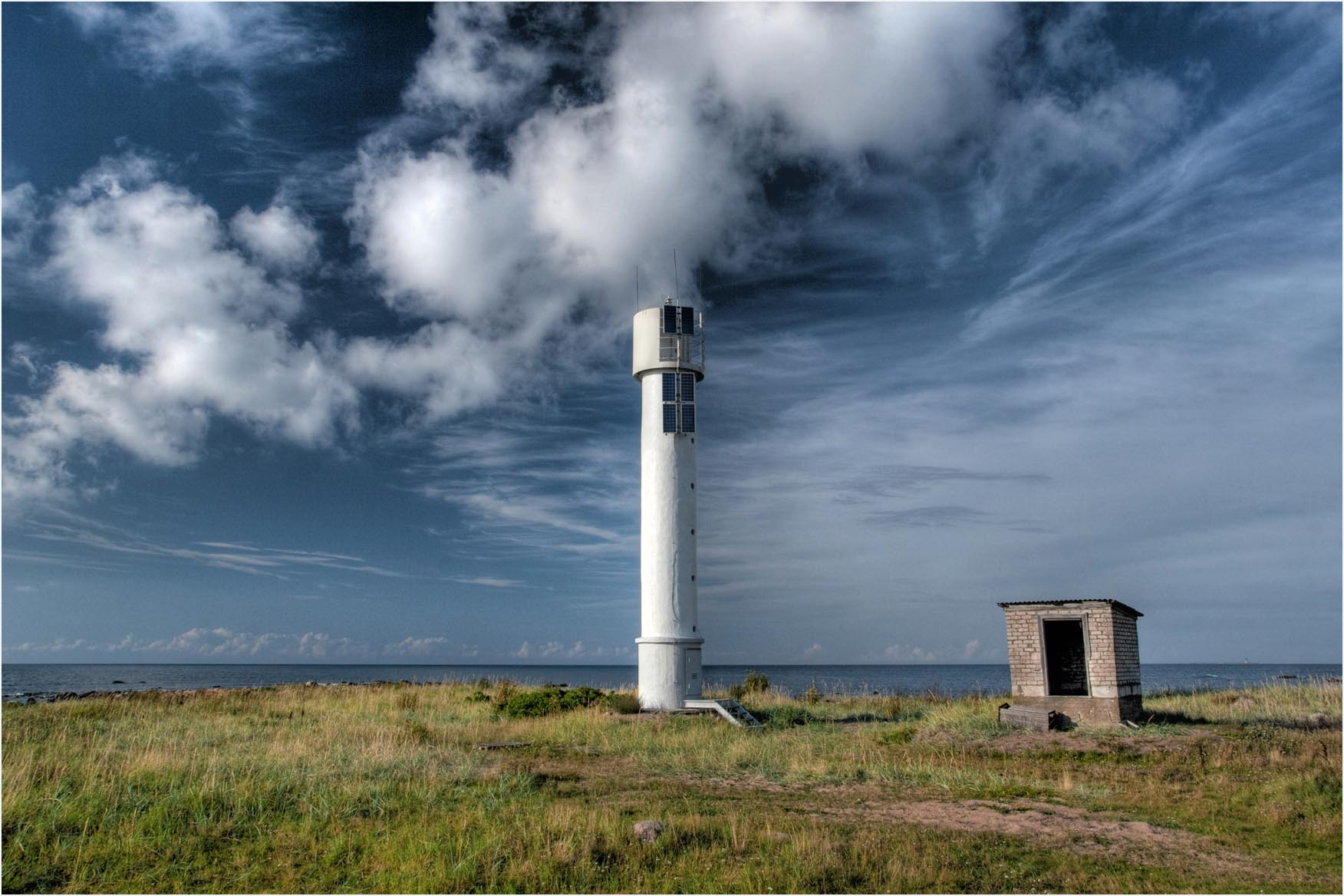
普兰格利西北灯标
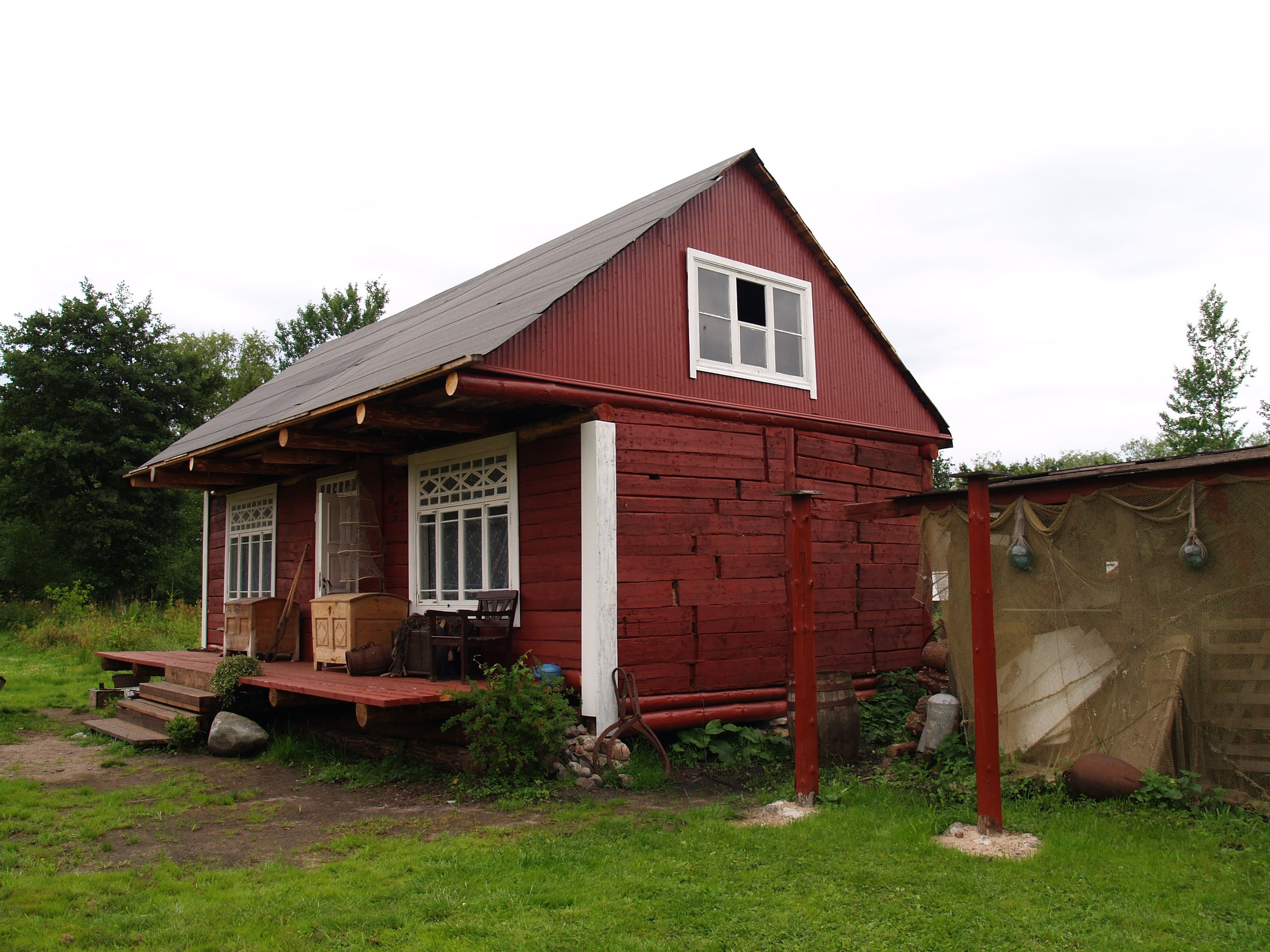
博物馆
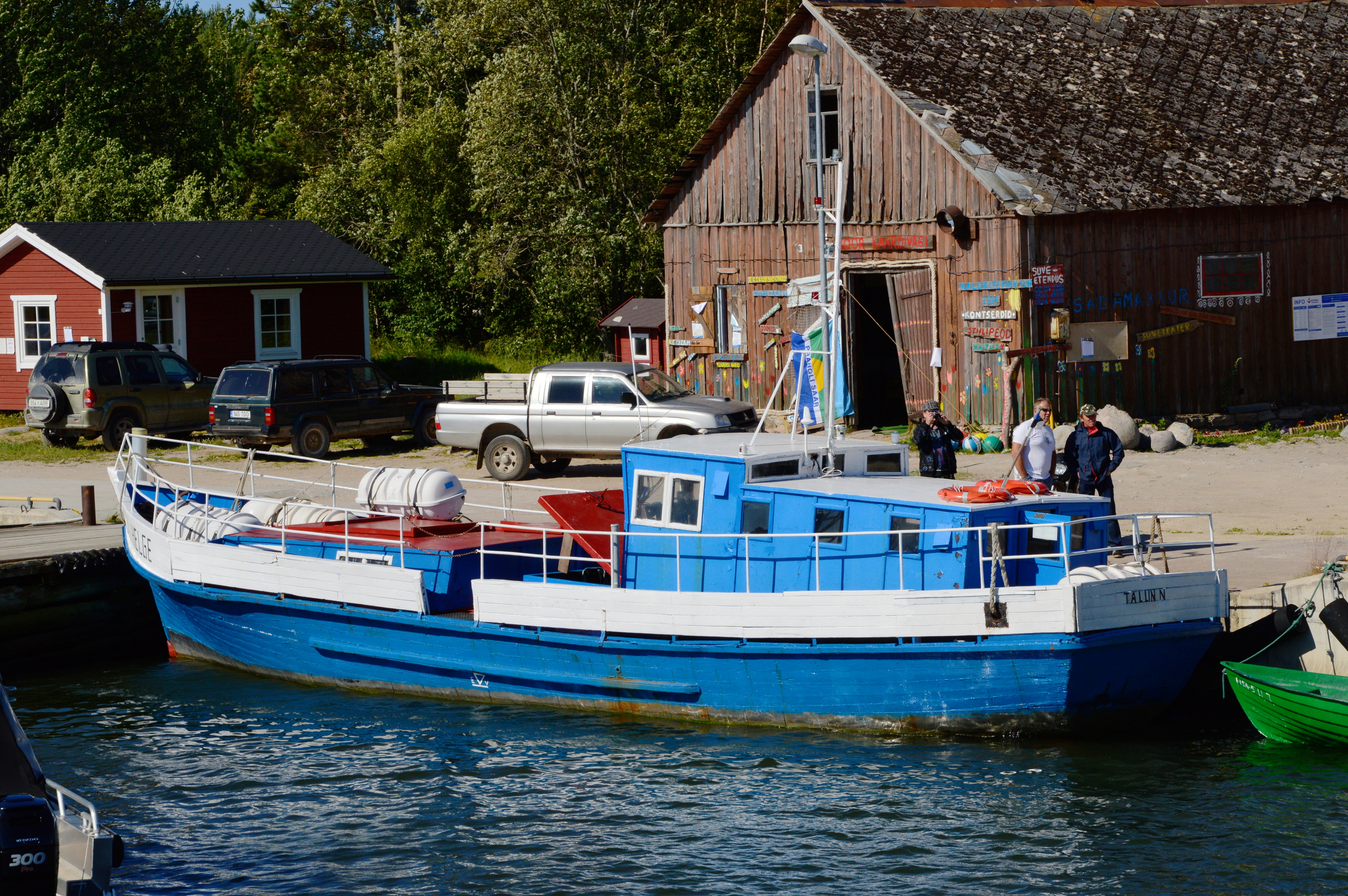
Helge号船
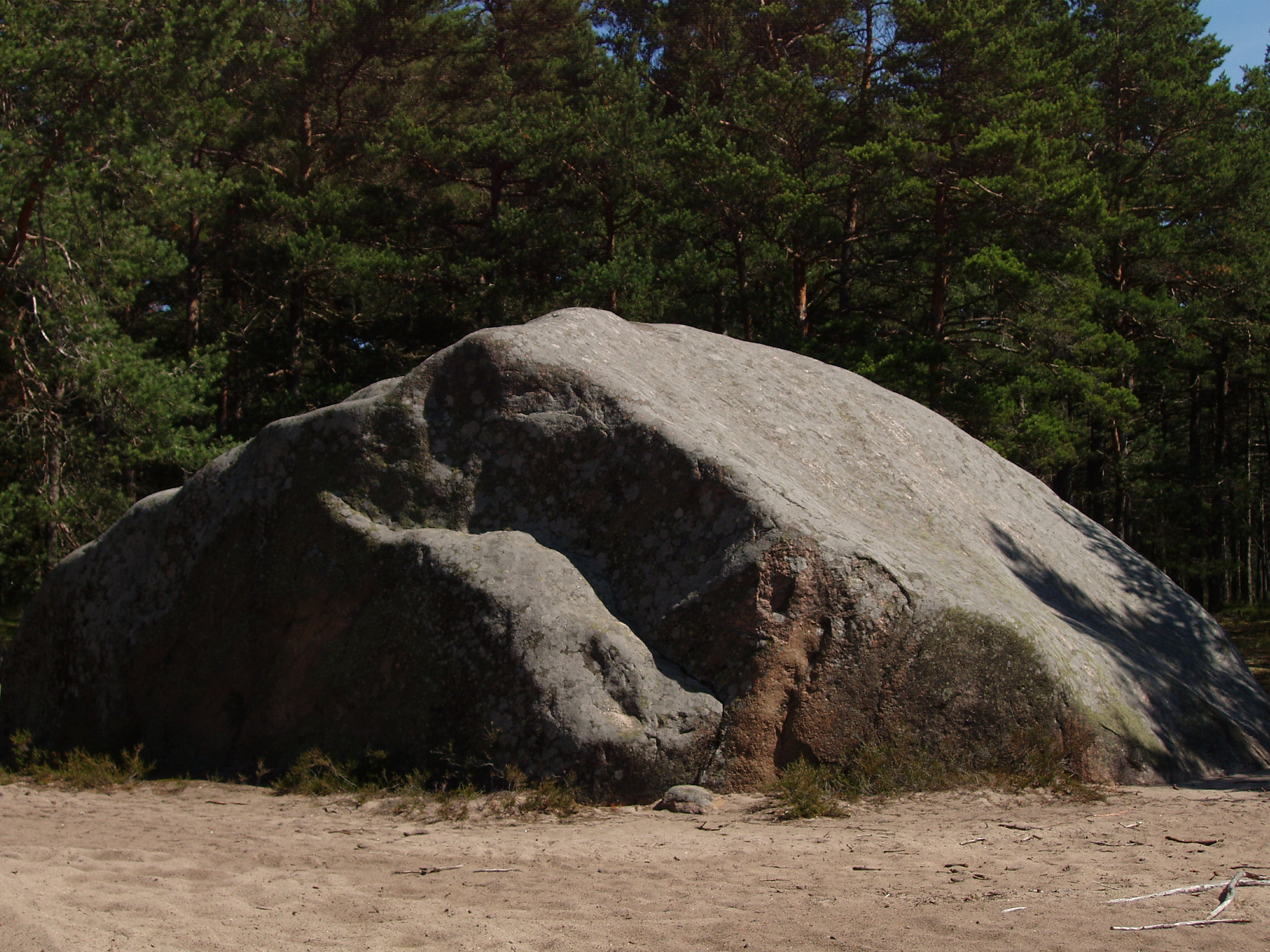
冰川形成的漂砾
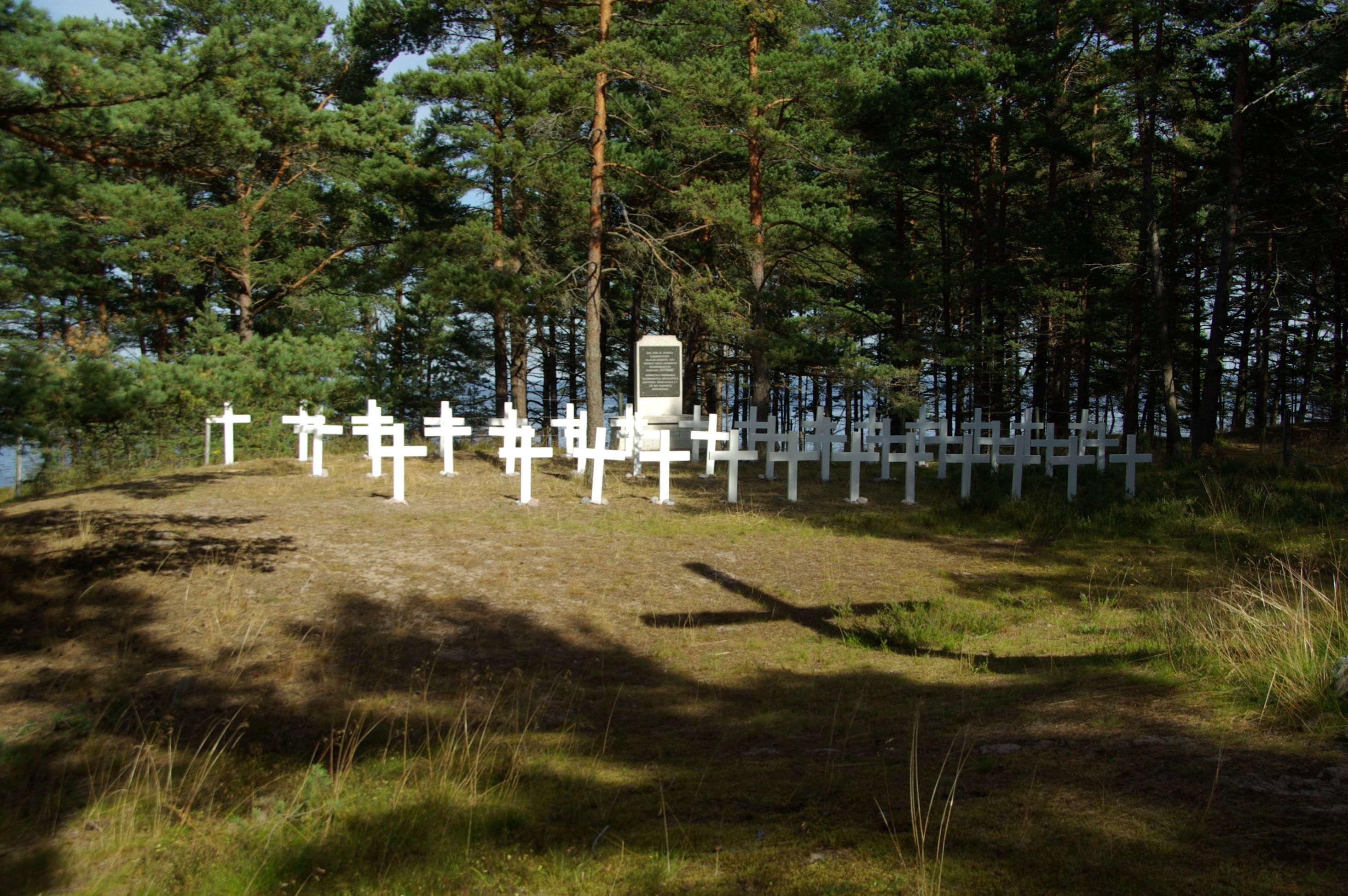
Eestirand（英语：Eestirand）号纪念地
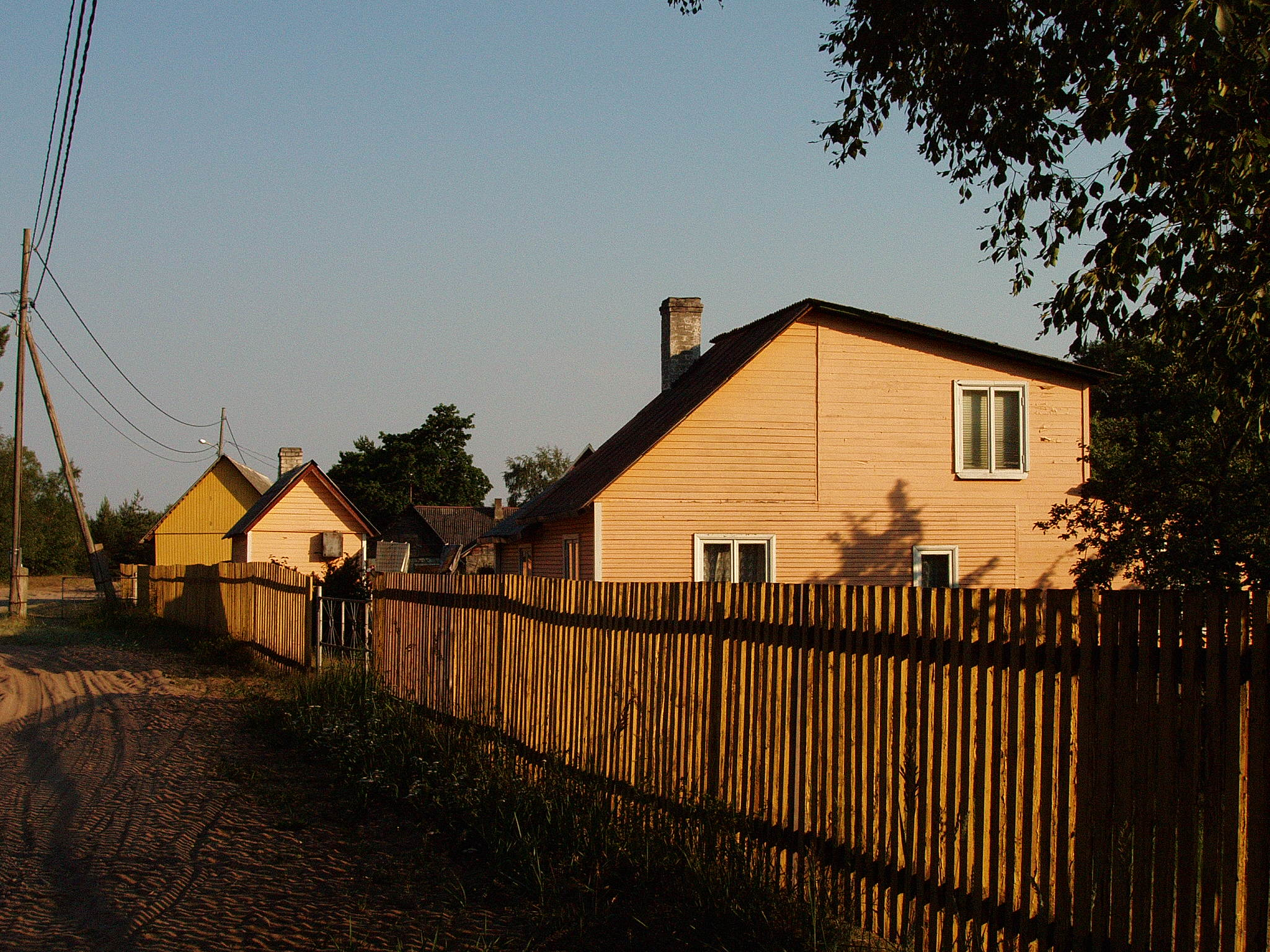
建筑物
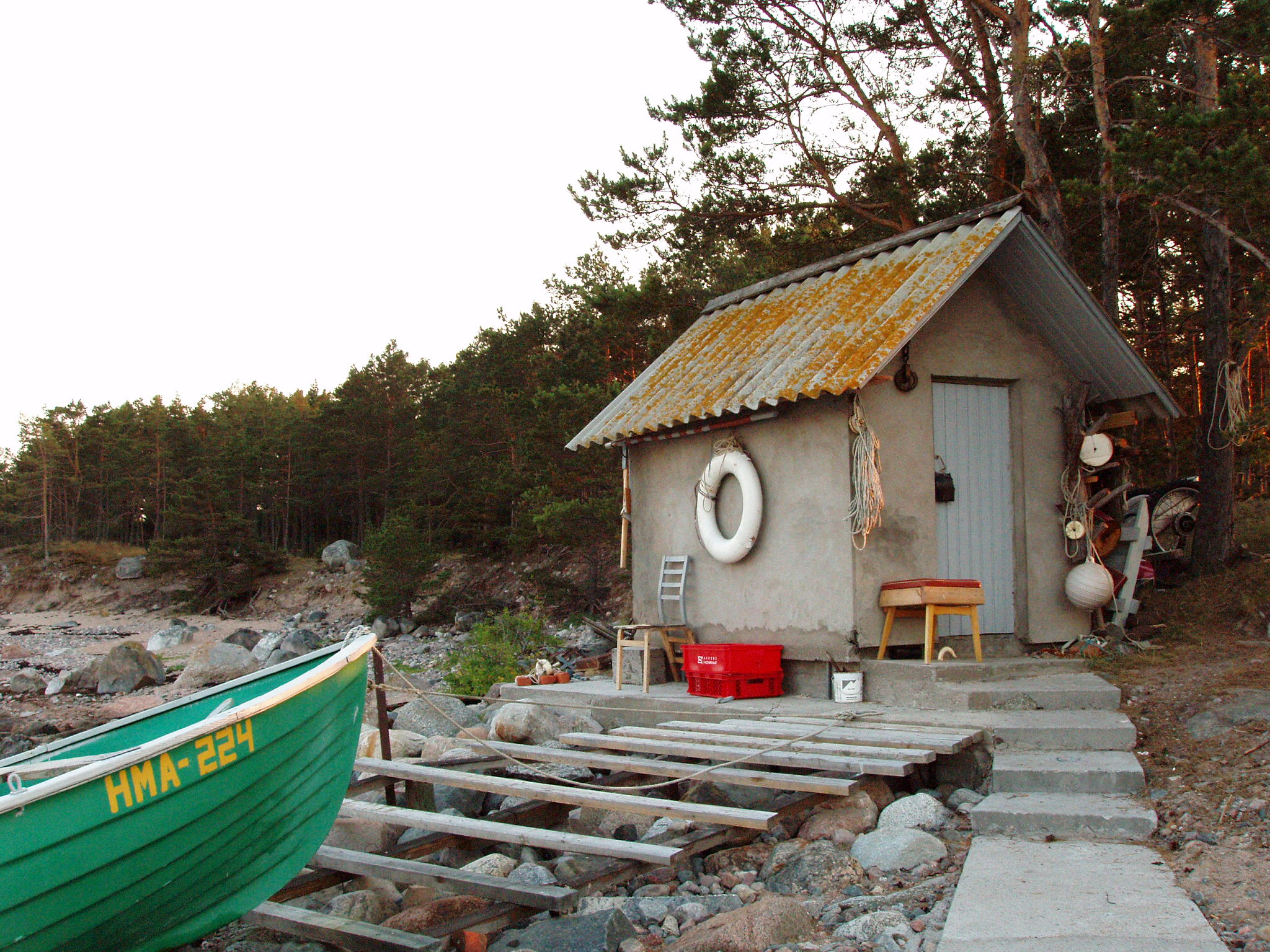
木屋
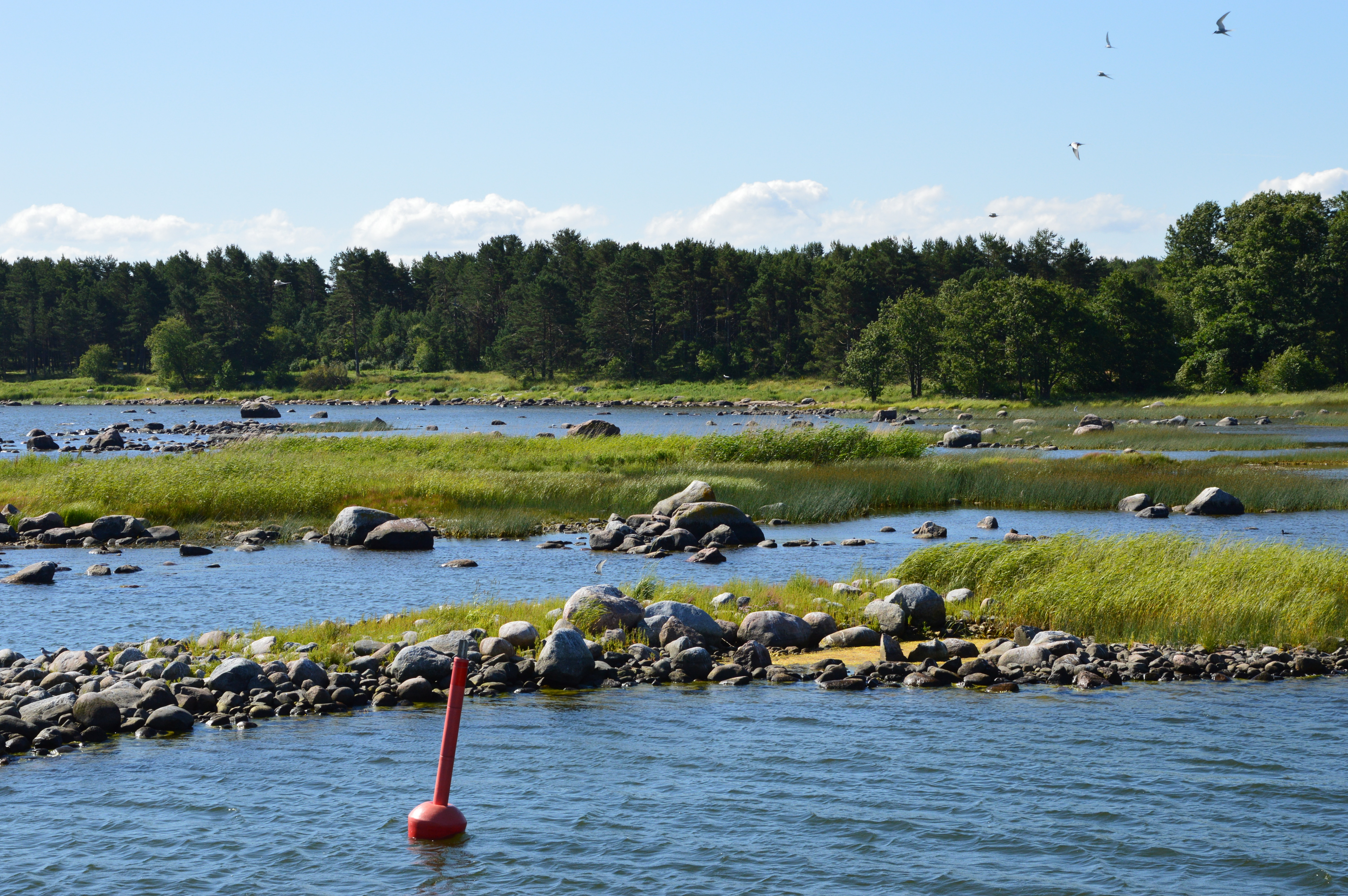
海岸